# 云南东俄芹
云南东俄芹（学名：Tongoloa loloensis）为伞形科东俄芹属的植物，为中国的特有植物。分布在中国大陆的云南等地，生长于海拔2,500米至3,650米的地区，多生长于山坡草地上，目前尚未由人工引种栽培。